# Dinamo Kaliningrad
Dinamo Kaliningrad (ros. Футбольный клуб «Динамо» Калининград, Futbolnyj Kłub "Dinamo" Kaliningrad) – rosyjski klub piłkarski z siedzibą w mieście Królewiec, działający w latach 1948–1953.

## Historia
Chronologia nazw:
- 1948: Dinamo Kaliningrad (ros. «Динамо» Калининград)
- 1953: klub rozwiązano

Piłkarska drużyna Dinamo została założona w Królewcu w 1948 roku. W 1948 i 1949 zespół startował w rozgrywkach Pucharu Rosyjskiej RFSR wśród drużyn kultury fizycznej. Również od 1950 do 1952 występował w Mistrzostwach Rosyjskiej RFSR wśród amatorów. 
Po zakończeniu sezonu 1953 klub został rozwiązany. A w 1954 w mieście powstał klub Piszczewik, do którego przenieśli się piłkarze Dynama.

## Sukcesy
- Puchar obwodu kaliningradzkiego w piłce nożnej:
  - zdobywca (4x): 1948, 1949, 1950, 1953.

## Inne
- Baltika Kaliningrad